# Tadeusz Kaute
Jeżeli edytujesz kod źródłowy, to aby uzyskać taki efekt: teoria, elektronem, Witolda Gombrowicza – twórz linki według składni: [[teoria]], [[elektron]]em, [[Witold Gombrowicz|Witolda Gombrowicza]].

Tadeusz Kaute (ur. 1916 w Żydaczowie, zm. 1988) – polski prawnik, prokurator i sędzia wojskowy w okresie Polski Ludowej, major Ludowego Wojska Polskiego. W latach 1946–1959 pełnił funkcje w wojskowym wymiarze sprawiedliwości, w tym sędziego Wojskowego Sądu Rejonowego w Bydgoszczy oraz przewodniczącego Wojskowego Sądu Garnizonowego w Poznaniu.

## Życiorys

### Młodość
Urodził się w 1916 roku w Żydaczowie na terenie ówczesnego województwa stanisławowskiego II Rzeczypospolitej (obecnie Ukraina). Pochodził z polskiej rodziny zamieszkującej to wielokulturowe miasto, które przed I wojną światową znajdowało się w granicach Austro-Węgier.

### Kariera w sądownictwie wojskowym

#### Początki służby (1946–1949)
Po zakończeniu II wojny światowej rozpoczął pracę w wojskowym wymiarze sprawiedliwości. Początkowo pełnił funkcję podprokuratora wojskowego, a następnie awansował na stanowisko sędziego wojskowego.
Od 1946 roku był związany z Wojskowym Sądem Rejonowym w Bydgoszczy. Jako podprokurator podpisywał protokoły wykonania wyroków śmierci, w tym protokół egzekucji trzech żołnierzy Armii Krajowej: Ludwika Augustyniaka ps. "Cygan", Edmunda Konaszewskiego ps. "Czech" i Franciszka Łabentowicza ps. "Topolowy", wykonanej 27 listopada 1946 roku w więzieniu WUBP w Bydgoszczy.

#### Sędzia WSR w Bydgoszczy (1949–1955)
W 1949 roku pełnił funkcję majora i sędziego WSR w Bydgoszczy. Uczestniczył w składach sędziowskich w procesach przeciwko członkom organizacji niepodległościowych, w tym:
Proces Mariana Olejniczaka (1949) – jako sędzia w składzie:
- Przewodniczący: kpt. Bolesław Wnorowski
- Sędzia: mjr Tadeusz Kaute
- Asesor: chor. Bogdan Lisowski
- Prokurator: Feliks Gałązka

Marian Olejniczak (1926–1949), żołnierz AK z grupy Stanisława Kamińskiego ps. "Młot", został skazany na karę śmierci 17 września 1949 roku. Wyrok wykonano 30 grudnia 1949 roku w więzieniu w Bydgoszczy.
Proces Stanisława Kamińskiego ps. "Młot" (1949) – jako asesor w składzie:
- Przewodniczący: Bolesław Wnorowski
- Sędzia: Bogdan Lisowski
- Asesor: Tadeusz Kaute
- Prokurator: Feliks Gałązka

Stanisław Kamiński vel Zbigniew Orlewicz, dowódca poakowskiej grupy dywersyjnej, został skazany na karę śmierci.

#### Przewodniczący Wojskowego Sądu Garnizonowego w Poznaniu (1958–1959)
W 1958 roku objął stanowisko przewodniczącego Wojskowego Sądu Garnizonowego w Poznaniu, które piastował do 17 listopada 1959 roku.

### Późniejsze lata
Szczegóły dotyczące dalszej kariery zawodowej i życia prywatnego nie są znane. Zmarł w 1988 roku.